# Oxygonus
Oxygonus là một chi bọ cánh cứng trong họ 
Elateridae.
Chi này được miêu tả khoa học năm 1863 bởi LeConte.

## Các loài
Các loài trong chi này gồm:
- Oxygonus arnetti Roache, 1963
- Oxygonus ater Horn, 1871
- Oxygonus montanus Schaeffer, 1917
- Oxygonus obesus (Say, 1823)